# Радиомузей Валерия Громова
Радиомузей Валерия Громова. Средства связи двух мировых войн (до августа 2016 г. — Радиомузей РКК) — действующий музей аппаратуры связи Первой и Второй мировых войн.
Музей находится в Москве в здании ООО «Фирма РКК», недалеко от станций метро «Новослободская» и «Менделеевская».
Музей основан в 2000 г. и поначалу насчитывал не более двух десятков экспонатов. С 2004 г., когда фирма РКК переехала в собственное здание, а руководство музеем принял на себя Валерий Громов (RA3CC), фонд музея стал активно расширяться и систематизироваться.
Музей выставляет часть своей экспозиции в других музеях Москвы и время от времени принимает участие в выездных показах своей коллекции для радиолюбителей.

## Экспонаты
По состоянию на март 2012 г. в музее собрано более 1000 единиц хранения — в основном советских, американских и немецких радиосредств, радиокомпонентов, средств проводной связи времен Первой и Второй мировых войн, бытовых радиоприёмников выпуска до 1945 г. Экспозиция размещена в 15 тематических витринах, расположенных на трёх этажах здания. Ещё одна витрина музея РКК выставлена в Музее радио и радиолюбительства имени Э. Т. Кренкеля. Несколько экспонатов, принадлежащих Музею РКК, экспонируются в Центральном музее Вооружённых Сил в Москве. Библиотека музея состоит из более чем 3000 томов, в основном справочной литературы и технических описаний.

## Экспозиция
- Витрина 1. Советская аппаратура.
- Витрины 2, 5. Радиоаппаратура союзников СССР.
- Витрины 3, 4. Радиоаппаратура германского вермахта.
- Витрины 6, 7. Связь по проводам (1913—1945). «Офицерские чемоданчики». VE-301, DKE и не только.
- Витрины 8, 9, 6. Радио США и вермахта. Связь по проводам (1913—1945). Динамики (1934—1945).
- Витрины 11, 14, 15. Детекторные и ранние переносные приёмники. Старые книги.
- Витрины 10, 12. Полевые телефоны и радиосредства.
- Витрина 16. В Музее радио и радиолюбительства им. Э. Т. Кренкеля.